# Râul Valea Lungă, Chirița
Râul Valea Lungă este un curs de apă, afluent al râului Chirița. 